# Inside Out (David LaFlamme)
Inside Out è il secondo album di David LaFlamme, pubblicato dalla Amherst Records nel 1978. Il disco fu registrato al CBS Studios di San Francisco, California (Stati Uniti).

## Tracce
Lato A
1. Who's Gonna Love Me – 4:07 (Mitchell Froom, David LaFlamme)
2. My Life – 3:43 (Mitchell Froom, David LaFlamme)
3. Night Song – 2:38 (David LaFlamme, Bob Ward)
4. Forever and a Day – 4:24 (Mitchell Froom, David LaFlamme)
5. Somewhere Down the Road – 2:45 (Mitchell Froom, David LaFlamme)

Lato B
1. Where Flamingos Fly – 5:26 (Mitchell Froom, David LaFlamme)
2. The Day You Went Away – 6:25 (Mitchell Froom, David LaFlamme)
3. Need Somebody – 4:00 (Mitchell Froom, David LaFlamme)
4. Can't Wait Until Tomorrow – 3:43 (Mitchell Froom, David LaFlamme)

## Musicisti
- David LaFlamme - voce, violino elettrico, violino, viola
- Dominique Dellacroix - armonie vocali, accompagnamento vocale
- Mitchell Froom - organo hammond, pianoforte, mini moog, fender rhodes, arp odissey, tromba, vibrafono
- James (Willy) Ralston - chitarra elettrica, chitarra acustica
- Doug Kilmer - basso elettrico
- Peter Milio - batteria
- Michael Baird - batteria, overdubs